# Most Łańcuchowy w Budapeszcie
Most Łańcuchowy lub most Széchenyiego (węg. Széchenyi lánchíd lub lánchid) – przeprawa nad rzeką Dunaj w Budapeszcie, na Węgrzech. Most zbudowano w latach 1839–1849 według projektu angielskiego inżyniera Williama Tierneya Clarka. Budowy obiektu podjął się szkocki inżynier Adam Clark, którego nazwiskiem nazwano plac między mostem a tunelem pod Zamkiem Królewskim po stronie Budy.

## Nazwa
Most został nazwany od nazwiska polityka węgierskiego, Istvána Széchenyiego, od którego pochodzi idea wybudowania tego obiektu. Do budowy przyczynił się również grecko-austriacki przedsiębiorca, bankier i filantrop Georgios Sinas, który ją sfinansował.

## Historia

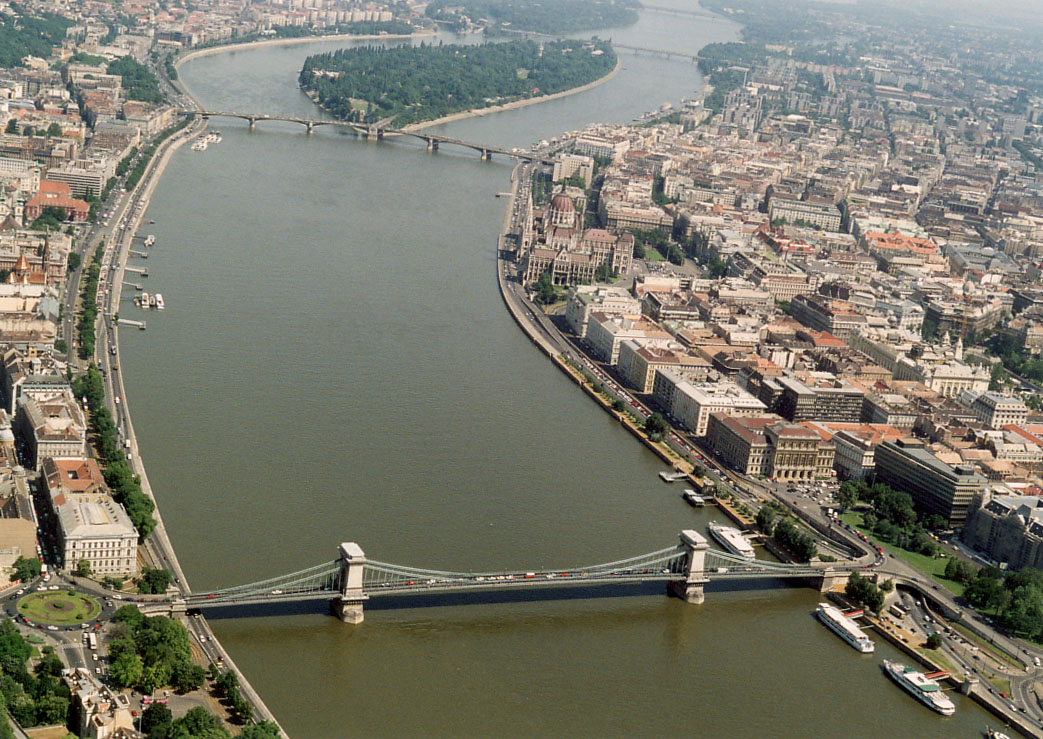
Widok na Dunaj w kierunku północnym – na pierwszym planie most Istvána Széchenyiego

Most stanowił pierwsze stałe połączenie leżących po przeciwnych stronach Dunaju – Budy i Pesztu. Był jednocześnie pierwszym mostem kamiennym na odcinku Dunaju w granicach ówczesnych Węgier. Prace przy budowie mostu rozpoczęto w 1839, a oddano do użytku 20 listopada 1849 roku.
Odlewy i żelazne elementy łańcuchów zostały zamówione przez Clarka głównie w angielskich odlewniach. Firma Hunter & English dostarczyła elementy kotwiące (o łącznej masie 200 ton) i żeliwne siodła łańcuchowe, King and Queen Iron Works z Londynu - pręty zawieszeń, ogniwa łańcuchowe (jej inżynierowie Howard i Ravenhill opatentowali wykonanie ogniw o rozszerzonych końcach w jednym procesie walcowniczym) oraz kratownice usztywniające (łącznie 1630 ton), Harvey dostarczył wciągniki łańcuchowe. Osiem zakotwiczonych stalowych bloków dostarczyła firma Norris z Wiednia. Żeliwne poprzecznice (razem ok. 300 ton) zostały wykonane w węgierskiej odlewni w miejscowości Drnava (węg. Dernő, dziś w granicach Słowacji), których właścicielem był György Andrássy, inne odlewy później m.in. w odlewni Abrahama Ganza (1814–1867) w Budzie. Łączna masa żelaza osadzonego w moście wyniosła 2146 ton.
Uroczyste podwieszenie łańcucha zaplanowano latem 1848 roku. Łańcuch spoczywał wtedy na pływającym rusztowaniu, skąd całą operację mogło podziwiać też kilku zaproszonych gości, w tym István Széchenyi. Podczas wciągania łańcucha zerwała się lina na wielokrążku. Spadające tony metalu uderzyły w rusztowania z gośćmi, którzy wpadli do wody. Hrabia Széchenyi jako dobry pływak wyszedł z wypadku cało. Nigdy jednak nie przeszedł się po tym moście, ponieważ w dniu otwarcia leczył się już w zakładzie neurologicznym w Döbling.
W trakcie powstania w 1848 austriacki generał Heinrich Hentzi chciał wysadzić niedokończony most. Wówczas A. Clark otworzył śluzy między Dunajem a komorami łańcuchowymi oraz nakazał zniszczyć pompy. Komory zostały w ten sposób zalane wodą, przez co nie można było umieścić w nich ładunków wybuchowych. Wówczas Hentzi kazał ustawić beczki z prochem na powierzchni mostu. 21 maja wysadzono ładunek, lecz szkody nie były duże i most został uratowany.
Pod koniec II wojny światowej most został wysadzony przez wycofujące się jednostki Wehrmachtu. Pierwszym z większych przedsięwzięć w Budapeszcie po jej zakończeniu stała się jego odbudowa. Do użytku oddano go 20 listopada 1949 – dokładnie w setną rocznicę powstania tego mostu.
Lwy, które czuwają po obydwu krańcach mostu wykonał artysta rzeźbiarz János Marschalkó. Plotka głosi, że lwy zostały wyrzeźbione bez języków. Nie jest to prawda. Lwy mają języki, jednak z perspektywy przechodnia ich nie widać (lwy leżą na blokach o trzymetrowej wysokości).

## Filary

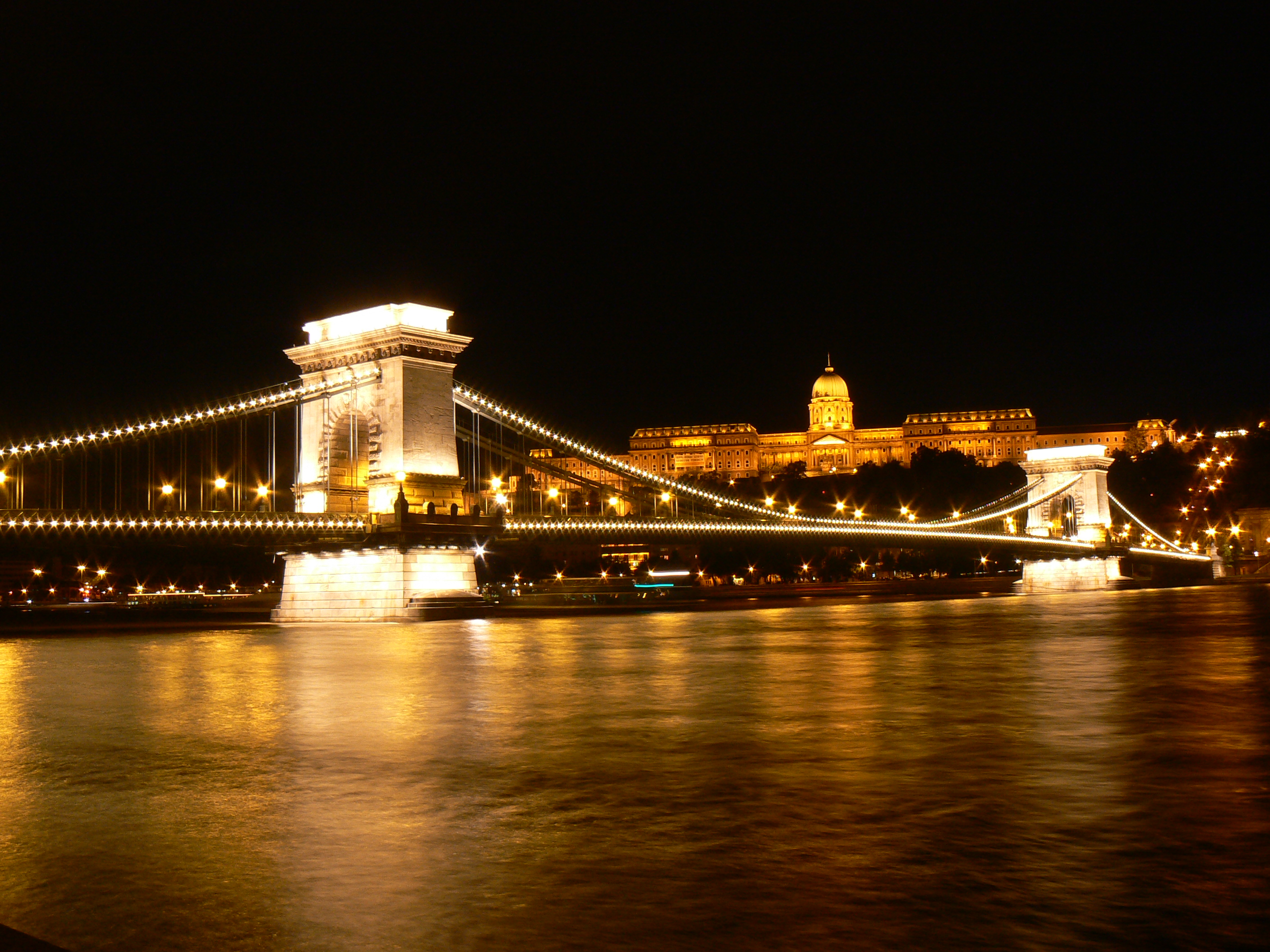
Most Łańcuchowy w Budapeszcie nocą

Podstawy filarów mostu sięgają kolejno, począwszy od zerowego stanu wody, następującej głębokości:
- filary przy brzegach – na 5,14 m
- filary główne
  - po stronie budańskiej – na 12,60 m
  - po stronie peszteńskiej – na 7,30 m

Ponadto, owe dwa okazałe filary zanurzone w korycie rzeki, od zerowego stanu wody, sięgają na wysokość 48 m. Cała konstrukcja metalowa waży 5194 t.

## Przypisy

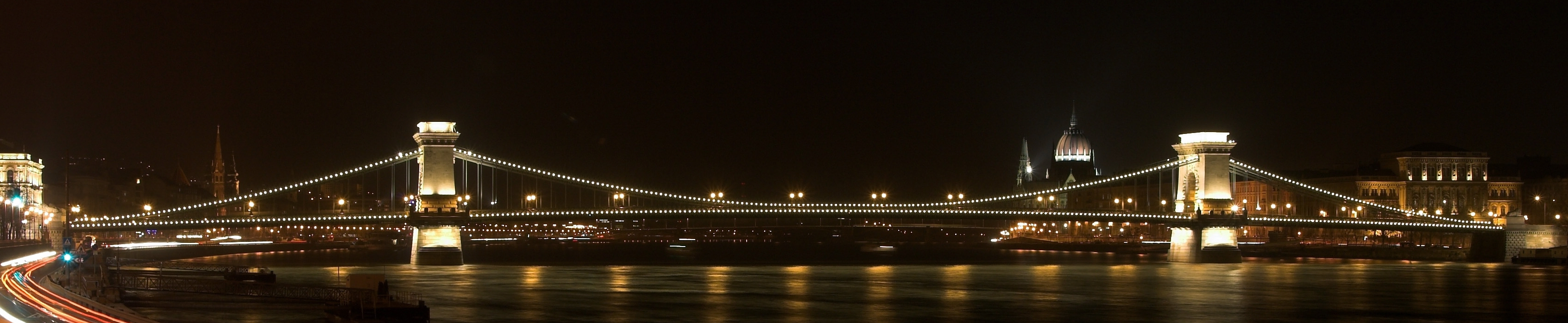
Budapeszteński most Łańcuchowy w nocy